# Антонина Иванова
Антонина Иванова (рус. Антонина Григорьевна Иванова; Таганрог, 25. децембар 1932 — Москва, 23. март 2006) је совјетска атлетичарка и атлетски тренер, специјалиста за бацање кугле. Репрезентативка Русије је од 1969—1976. Заслужни је мајстор спорта и заслужни тренер Русије
Учествовала је на Летњим олимпијским играма 1972. у Минхену, седма у квалификацијама са 17,87 м, а девета у финалу, са  18,28 м. Четири пута је учествовала на Европским првенствима у дворани 1970.,  1971, 1972. и 1973, године. Била је четврта на Европском првенству на отвореном 1971.
Држала је светски мастерс рекорд у бацању кугле за жене старости 35—39 од 1971. до 1998. године а и данас је  светска рекордерка за жене старости 40—44 од 1974 до данас (2017).

## Значајнији резултати
| Година | Такмичење                    | Место                   | Дисциплина   | Пласман | Резултат | Белешка |
| ------ | ---------------------------- | ----------------------- | ------------ | ------- | -------- | ------- |
| 1970.  | Европско првенство у дворани | Беч, Аустрија           | Бацање кугле | 6.      | 17,54 м  |         |
| 1971   | Европско првенство у дворани | Софија, Бугарска        | Бацање кугле |         | 18,69 м  |         |
| 1971   | Европско првенство           | Хелсинки, Финска        | Бацање кугле | 4.      | 18,80 м  |         |
| 1972   | Европско првенство у дворани | Гренобл, Француска      | Бацање кугле |         | 18,54 м  |         |
| 1972   | Олимпијске игре              | Минхен, Западна Немачка | Бацање кугле | 9.      | 18,28 m  |         |
| 1973   | Европско првенство у дворани | Ротердам, Холандија     | Бацање кугле |         | 18,25 м  |         |